# Chiesa di San Giacomo Apostolo (Udine, Beivars)
La chiesa di San Giacomo Apostolo è la parrocchiale di Beivars, frazione di Udine, in provincia e arcidiocesi di Udine; fa parte del vicariato urbano di Udine.

## Storia
L'originaria cappella beivarsese sorse nel Duecento; di essa si conservano una piccola monofora a tutto sesto e lacerti di affreschi.
Nel XV secolo la chiesa fu ricostruita; l'edificio venne interessato da un nuovo rifacimento nel 1869, a cui seguì poi la consacrazione, impartita il 26 settembre del medesimo anno dall'arcivescovo Andrea Casasola.
Negli anni ottanta fu eseguito l'adeguamento liturgico secondo le norme postconciliari mediante l'aggiunta dell'ambone e dell'altare rivolto verso l'assemblea; tra il 1990 e il 1991 la chiesa venne restaurata per sanare alcuni danni riportati durante l'evento sismico del 1976, mentre nel 2003 si provvide a ridipingere la facciata.

## Descrizione

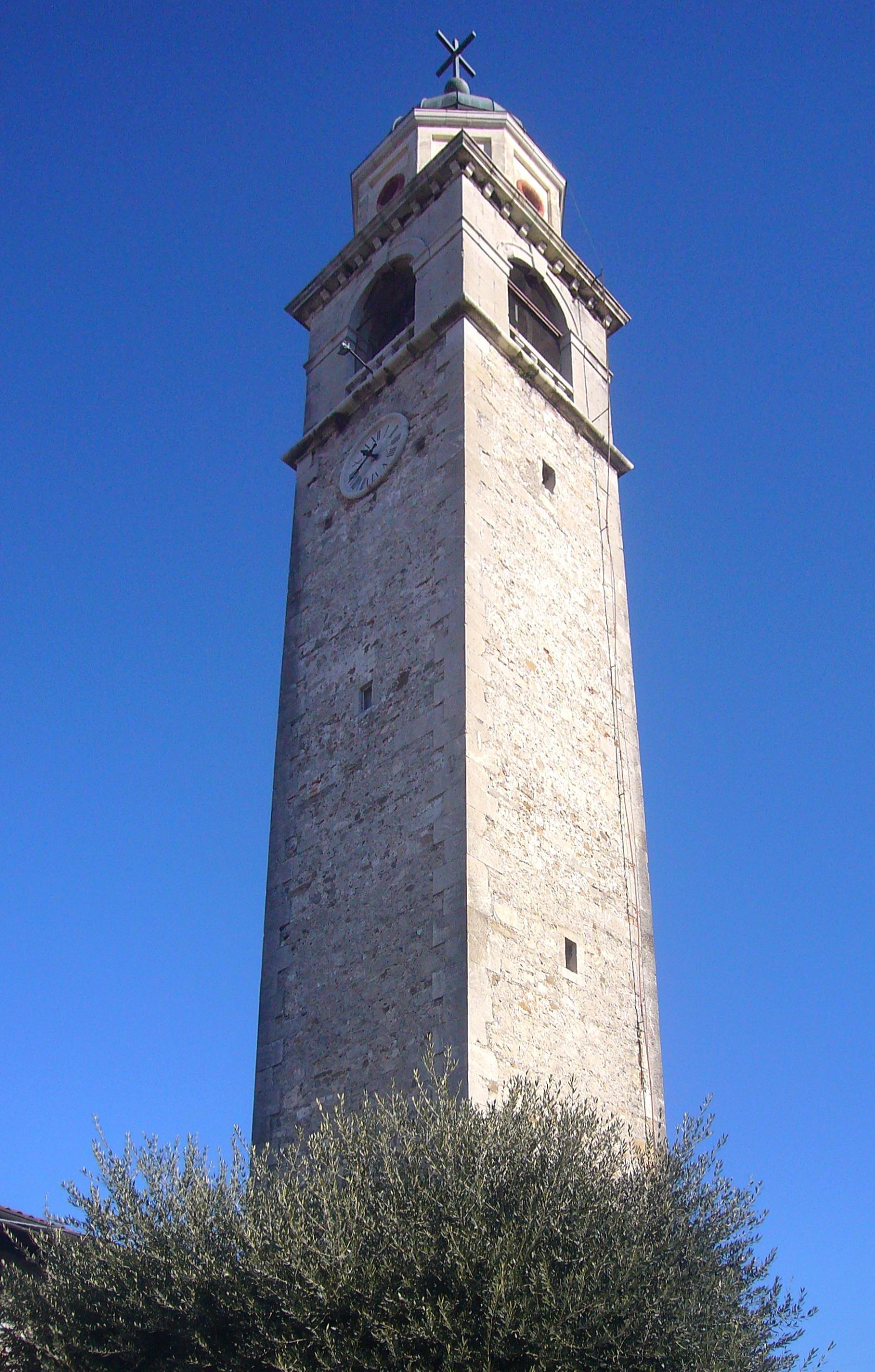
Il campanile

### Esterno
La facciata a capanna della chiesa, rivolta a occidente, presenta centralmente il portale d'ingresso architravato, una trifora sormontata da una lunetta con lo stemma arcivescovile e un affresco bicromo in tinta ocra che rappresenta San Giacomo tra due angeli.
Vicino alla parrocchiale sorge il campanile a base quadrata, che presenta accanto alla porticina le targhe recanti i nomi dei Caduti durante i due conflitti mondiali; la cella presenta su ogni lato una monofora a tutto sesto ed è coronata dalla cupoletta poggiante sul tamburo ottagonale.

### Interno
L'interno dell'edificio si compone di un'unica navata, la cui pianta è a croce latina, sulla quale si affacciano le due cappellette laterali, introdotte da archi a tutto sesto, affiancate da lesene e ospitanti gli altari minori, mentre sopra corre la trabeazione modanata e aggettante su cui si imposta la volta a botte, caratterizzata da unghioni e abbellita da un dipinto; al termine dell'aula si sviluppa il presbiterio, rialzato di alcuni gradini e chiuso dall'abside di forma semicircolare.